# Basketball Club Žalgiris 2012-2013
Questa voce raccoglie le informazioni riguardanti il Basketball Club Žalgiris nelle competizioni ufficiali della stagione 2012-2013.

## Stagione
La stagione 2012-2013 del Basketball Club Žalgiris è la 20ª nel massimo campionato lituano di pallacanestro, la Lietuvos krepšinio lyga.

## Roster
Aggiornato al 26 marzo 2022.
| Žalgiris Kaunas 2012-13 | Žalgiris Kaunas 2012-13 |
| Giocatori               | Staff tecnico           |
| ----------------------- | ----------------------- |

| N. | Naz.                                         | Ruolo | Nome                 | Anno | Alt.   | Peso   |  |
| -- | -------------------------------------------- | ----- | -------------------- | ---- | ------ | ------ |  |
| 4  | Stati Uniti (bandiera)                       | AP    | Tremmell Darden      | 1981 | 194 cm | 91 kg  |  |
| 4  | Lituania (bandiera)                          | AP    | Marius Grigonis      | 1994 | 198 cm | 90 kg  |  |
| 5  | Stati Uniti (bandiera) · Bulgaria (bandiera) | PG    | Ibrahim Jaaber       | 1984 | 188 cm | 77 kg  |  |
| 5  | Stati Uniti (bandiera) · Irlanda (bandiera)  | G     | Donnie McGrath       | 1984 | 193 cm | 90 kg  |  |
| 6  | Croazia (bandiera)                           | PG    | Marko Popović        | 1982 | 182 cm | 84 kg  |  |
| 7  | Lituania (bandiera)                          | C     | Darjuš Lavrinovič    | 1979 | 212 cm | 110 kg |  |
| 8  | Lituania (bandiera)                          | G     | Adas Juškevičius     | 1989 | 194 cm | 90 kg  |  |
| 10 | Lituania (bandiera)                          | AP    | Vytenis Lipkevičius  | 1989 | 196 cm | 95 kg  |  |
| 12 | Lituania (bandiera)                          | AG    | Tadas Klimavičius    | 1982 | 204 cm | 107 kg |  |
| 13 | Lituania (bandiera)                          | AG    | Paulius Jankūnas (C) | 1984 | 205 cm | 107 kg |  |
| 15 | Lituania (bandiera)                          | C     | Robertas Javtokas    | 1980 | 211 cm | 120 kg |  |
| 17 | Croazia (bandiera)                           | C     | Mario Delaš          | 1990 | 207 cm | 99 kg  |  |
| 19 | Lituania (bandiera)                          | A     | Mindaugas Kuzminskas | 1989 | 205 cm | 99 kg  |  |
| 20 | Stati Uniti (bandiera)                       | P     | Oliver Lafayette     | 1984 | 188 cm | 86 kg  |  |
| 21 | Lituania (bandiera)                          | G     | Rimantas Kaukėnas    | 1977 | 193 cm | 94 kg  |  |
| 23 | Lituania (bandiera)                          | GA    | Tomas Dimša          | 1994 | 195 cm | 80 kg  |  |
| 31 | Stati Uniti (bandiera)                       | C     | Jeff Foote           | 1987 | 214 cm | 120 kg |  |
| 33 | Lituania (bandiera)                          | AC    | Kšyštof Lavrinovič   | 1979 | 210 cm | 108 kg |  |

| Allenatore                                                                                                   |
| - Joan Plaza                                                                                                 |
| Assistente/i                                                                                                 |
| - Mindaugas Brazys - Oliver Kostić - Saulius Štombergas Legenda - (C) Capitano - (IN) Inattivo - Infortunato |

## Mercato

### Sessione estiva
| Acquisti | Acquisti              | Acquisti          | Acquisti      | Acquisti |
| R.a      | Nome                  | da                | Modalità      |          |
| -------- | --------------------- | ----------------- | ------------- | -------- |
| G        | Adas Juškevičius      | Prienai           | fine prestito |          |
| AP       | Tremmell Darden       | Málaga            | definitivo    |          |
| P        | Oliver Lafayette      | Anadolu Efes      | definitivo    |          |
| C        | Darjuš Lavrinovič     | CSKA Mosca        | definitivo    |          |
| G        | Rimantas Kaukėnas     | Mens Sana Siena   | definitivo    |          |
| PG       | Ibrahim Jaaber        | Free agent        | definitivo    |          |
| AC       | Kšyštof Lavrinovič    | Mens Sana Siena   | definitivo    |          |
| C        | Jeff Foote            | Springfield Armor | definitivo    |          |
| AG       | Povilas Butkevičius   | Prienai           | fine prestito |          |
| G        | Žygimantas Janavičius | LSU-Baltai Kaunas | fine prestito |          |
| A        | Siim-Sander Vene      | VEF Rīga          | fine prestito |          |
| C        | Mindaugas Kupšas      | LSU-Baltai Kaunas | fine prestito |          |
| P        | Šarūnas Vasiliauskas  | Lietkabelis       | fine prestito |          |
| P        | Vytenis Čižauskas     | LSU-Baltai Kaunas | fine prestito |          |
| G        | Kaspars Vecvagars     | LSU-Baltai Kaunas | fine prestito |          |

| Cessioni | Cessioni              | Cessioni         | Cessioni       | Cessioni |
| R.       | Nome                  | a                | Modalità       |          |
| -------- | --------------------- | ---------------- | -------------- | -------- |
| G        | Tomas Delininkaitis   | Free agent       | fine contratto |          |
| AP       | Sonny Weems           | CSKA Mosca       | fine contratto |          |
| C        | Milovan Raković       | Mens Sana Siena  | fine prestito  |          |
| P        | Mantas Kalnietis      | Lokomotiv Kuban' | rescissione    |          |
| AP       | Dainius Šalenga       | Budivelnyk Kiev  | fine contratto |          |
| AG       | Povilas Butkevičius   | Junior Casale    | fine contratto |          |
| G        | Žygimantas Janavičius | Prienai          | fine contratto |          |
| A        | Siim-Sander Vene      | Prienai          | prestito       |          |
| C        | Mindaugas Kupšas      | Lietkabelis      | prestito       |          |
| P        | Šarūnas Vasiliauskas  | Ruskon Saransk   | fine contratto |          |
| P        | Vytenis Čižauskas     | Valladolid       | prestito       |          |
| G        | Kaspars Vecvagars     | Lietkabelis      | prestito       |          |
| A        | Tauras Jogėla         | Lietkabelis      | prestito       |          |

### Dopo l'inizio della stagione
| Acquisti | Acquisti       | Acquisti       | Acquisti         | Acquisti   |
| R.       | Nome           | da             | Data             | Modalità   |
| -------- | -------------- | -------------- | ---------------- | ---------- |
| G        | Donnie McGrath | PAOK Salonicco | 11 febbraio 2013 | definitivo |

| Cessioni | Cessioni        | Cessioni       | Cessioni        | Cessioni    |
| R.       | Nome            | a              | Data            | Modalità    |
| -------- | --------------- | -------------- | --------------- | ----------- |
| PG       | Ibrahim Jaaber  | P. Bandar Imam | 30 gennaio 2013 | rescissione |
| AP       | Tremmell Darden | Real Madrid    | 11 marzo 2013   | rescissione |